# 挾間温泉
挾間温泉（はさまおんせん）は、大分県由布市（旧国豊後国速見郡）挾間町にある温泉である。国民保養温泉地「湯布院温泉郷」の一部をなす。

## 概要
挾間地域では、国道210号沿いや別府市に近い北部の丘陵に温泉が点在しており、油田水や古い地質時代に地下に閉じ込められた海水に由来する高濃度の溶存成分を含む温泉が多いことが特徴とされる。
2019年10月4日に、従来、「湯布院温泉」として国民保養温泉地に指定されていた由布院温泉、湯平温泉に、当温泉、塚原温泉、庄内温泉を加えた由布市内の5地域の温泉が、「湯布院温泉郷」として国民保養温泉地に拡充指定された。「湯布院温泉郷」の国民保養温泉地計画においては、挾間温泉には16の源泉（鉱泉を含む）が含まれている。なお、2009年頃には、由布市挾間町に所在する8つの温泉を「はさま八湯」と称していた。
その一部は「モール泉」として知られており、大分市で温泉掘削が行われた時代と同時期に掘削されたため、その泉質とほぼ同等である。

## 泉質
- 泉質：アルカリ性単純温泉等[1]

## 交通
- 地域内の鉄道駅 - JR九州久大本線向之原駅・鬼瀬駅[1]
- 地域内の主要道路 - 国道210号等[1]